# ダ・コスタ症候群
ダ・コスタ症候群（Da Costa's syndrome）、あるいは心臓神経症（cardiac neurosis）は、身体検査で生理学的異常が全く見られないにもかかわらず心疾患の患者と似た症状を呈す症候群である。口語で兵士の心臓として知られていた。現代ではダ・コスタ症候群は不安障害の症状の現れだと考えられていて、治療はライフスタイル、運動を修正するといった行動療法がとられる。
この症候群の名は、アメリカ南北戦争でこの疾患を調査、記録したヤコブ・メンデス・ダ・コスタに因む。ダ・コスタ症候群は心臓神経症、慢性無力症、努力症候群、機能性心血管疾患、神経循環性無力症、一次性神経衰弱症、亜急性無力症、過敏性心臓などといった様々な別名で知られる。
南北戦争では、左胸が痛み、心拍数が低下する兵士が続出し、「ダ・コスタ症候群」と命名された。彼らはまた、故郷から遠く離れたことで一種の病的なホームシックにかかり、引きこもって無気力になったという。